# Accademia della Crusca
De Accademia della Crusca is een letterkundig genootschap in Italië.

## Geschiedenis
De Accademia della Crusca werd opgericht in 1583 en is daarmee de oudste taalacademie ter wereld. Het woord crusca ‘kaf’ werd in feite gekozen als een woordgrap en verwijst naar het oogmerk van de oprichters, die destijds de Italiaanse taal wilden zuiveren, omdat ze „meer kaf dan koren bevatte”. Het motto van het instituut luidt Il più bel fior ne coglie („Ze plukt de mooiste bloem”), een bekend vers van de Italiaanse dichter Petrarca. In 1718 smolt de Crusca samen met enkele andere academies. In 1783 werd het genootschap opgeheven om in 1809 opnieuw te worden opgericht door Napoleon. Vanaf 1819 werd het weer een zelfstandig instituut.

## Werkzaamheden
Tot circa 1900 was het voornaamste doel van de Crusca om het Italiaans zuiver te houden. Een van de belangrijkste verwezenlijkingen van het genootschap is het schrijven van het Vocabolario degli Accademici della Crusca, een groot Italiaans woordenboek. Daarvan verscheen de eerste druk in 1612. De samenstelling van de vijfde druk werd het instituut in 1923 bij koninklijk besluit uit handen genomen. Op dat ogenblik was de letter O voltooid. Sindsdien houdt de Crusca zich in de eerste plaats bezig met publicaties over Italiaanse letterkunde.